# Pamplonita (rijeka)
Pamplonita je rijeka u Kolumbiji. Ulijeva se u rijeku Zuliu kao desna pritoka i pripada slijevu jezera Maracaibo.

## Vanjske poveznice
|  | Zajednički poslužitelj ima još gradiva o temi Pamplonita (rijeka) |